# Unicodeblock Vereinheitlichte Silbenzeichen kanadischer Ureinwohner
Der Unicodeblock Vereinheitlichte Silbenzeichen kanadischer Ureinwohner (engl. Unified Canadian Aboriginal Syllabics, U+1400 bis U+167F) enthält die Silbenzeichen der auf der Cree-Schrift beruhenden Silbenschrift der Indigenen Kanadas, mit der die Sprachen diverser kanadischer Indianersprachen geschrieben werden, darunter viele Algonkin-Sprachen – besonders diverse Cree-Dialekte, Blackfoot und die Sprache der Anishinabe – sowie Inuktitut und verschiedene athapaskische Sprachen.
Diese Schrift ist eine vom englischen Missionar James Evans um 1840 entwickelte Abugida, d. h., jedes Zeichen steht für den konsonantischen Anlaut einer Silbe, und der vokalische Silbengipfel wird durch verschiedene Modifikationen, in diesem Fall durch Drehungen des Konsonantenzeichens bezeichnet. Dieses Prinzip geht offensichtlich auf die von Isaac Pitman entwickelte Kurzschrift zurück.

## Liste
Das Zeichen U+1400 hat die Kategorie „strichförmige Interpunktion“ und die bidirektionale Klasse „anderes neutrales Zeichen“, Die Zeichen U+166D und U+166E haben die Kategorie „andere Interpunktion“ und die bidirektionale Klasse „von links nach rechts“, alle anderen Zeichen haben die Kategorie „anderer Buchstabe, Silbe oder Ideograph“ und die bidirektionale Klasse „von links nach rechts“.
| Unicodenummer | Zeichen (400 %) | Offizielle Bezeichnung                                 | Beschreibung                                    |
| ------------- | --------------- | ------------------------------------------------------ | ----------------------------------------------- |
| U+1400 (5120) | ᐀               | CANADIAN SYLLABICS HYPHEN                              | Kanadisches Silbenzeichen Bindestrich           |
| U+1401 (5121) | ᐁ               | CANADIAN SYLLABICS E                                   | Kanadisches Silbenzeichen E                     |
| U+1402 (5122) | ᐂ               | CANADIAN SYLLABICS AAI                                 | Kanadisches Silbenzeichen Aai                   |
| U+1403 (5123) | ᐃ               | CANADIAN SYLLABICS I                                   | Kanadisches Silbenzeichen I                     |
| U+1404 (5124) | ᐄ               | CANADIAN SYLLABICS II                                  | Kanadisches Silbenzeichen Ii                    |
| U+1405 (5125) | ᐅ               | CANADIAN SYLLABICS O                                   | Kanadisches Silbenzeichen O                     |
| U+1406 (5126) | ᐆ               | CANADIAN SYLLABICS OO                                  | Kanadisches Silbenzeichen Oo                    |
| U+1407 (5127) | ᐇ               | CANADIAN SYLLABICS Y-CREE OO                           | Kanadisches Silbenzeichen Y-Cree-Oo             |
| U+1408 (5128) | ᐈ               | CANADIAN SYLLABICS CARRIER EE                          | Kanadisches Silbenzeichen Dakelh-Ee             |
| U+1409 (5129) | ᐉ               | CANADIAN SYLLABICS CARRIER I                           | Kanadisches Silbenzeichen Dakelh-I              |
| U+140A (5130) | ᐊ               | CANADIAN SYLLABICS A                                   | Kanadisches Silbenzeichen A                     |
| U+140B (5131) | ᐋ               | CANADIAN SYLLABICS AA                                  | Kanadisches Silbenzeichen Aa                    |
| U+140C (5132) | ᐌ               | CANADIAN SYLLABICS WE                                  | Kanadisches Silbenzeichen We                    |
| U+140D (5133) | ᐍ               | CANADIAN SYLLABICS WEST-CREE WE                        | Kanadisches Silbenzeichen Westcree-We           |
| U+140E (5134) | ᐎ               | CANADIAN SYLLABICS WI                                  | Kanadisches Silbenzeichen Wi                    |
| U+140F (5135) | ᐏ               | CANADIAN SYLLABICS WEST-CREE WI                        | Kanadisches Silbenzeichen Westcree-Wi           |
| U+1410 (5136) | ᐐ               | CANADIAN SYLLABICS WII                                 | Kanadisches Silbenzeichen Wii                   |
| U+1411 (5137) | ᐑ               | CANADIAN SYLLABICS WEST-CREE WII                       | Kanadisches Silbenzeichen Westcree-Wii          |
| U+1412 (5138) | ᐒ               | CANADIAN SYLLABICS WO                                  | Kanadisches Silbenzeichen Wo                    |
| U+1413 (5139) | ᐓ               | CANADIAN SYLLABICS WEST-CREE WO                        | Kanadisches Silbenzeichen Westcree-Wo           |
| U+1414 (5140) | ᐔ               | CANADIAN SYLLABICS WOO                                 | Kanadisches Silbenzeichen Woo                   |
| U+1415 (5141) | ᐕ               | CANADIAN SYLLABICS WEST-CREE WOO                       | Kanadisches Silbenzeichen Westcree-Woo          |
| U+1416 (5142) | ᐖ               | CANADIAN SYLLABICS NASKAPI WOO                         | Kanadisches Silbenzeichen Naskapi-Woo           |
| U+1417 (5143) | ᐗ               | CANADIAN SYLLABICS WA                                  | Kanadisches Silbenzeichen Wa                    |
| U+1418 (5144) | ᐘ               | CANADIAN SYLLABICS WEST-CREE WA                        | Kanadisches Silbenzeichen Westcree-Wa           |
| U+1419 (5145) | ᐙ               | CANADIAN SYLLABICS WAA                                 | Kanadisches Silbenzeichen Waa                   |
| U+141A (5146) | ᐚ               | CANADIAN SYLLABICS WEST-CREE WAA                       | Kanadisches Silbenzeichen Westcree-Waa          |
| U+141B (5147) | ᐛ               | CANADIAN SYLLABICS NASKAPI WAA                         | Kanadisches Silbenzeichen Naskapi-Waa           |
| U+141C (5148) | ᐜ               | CANADIAN SYLLABICS AI                                  | Kanadisches Silbenzeichen Ai                    |
| U+141D (5149) | ᐝ               | CANADIAN SYLLABICS Y-CREE W                            | Kanadisches Silbenzeichen Y-Cree-W              |
| U+141E (5150) | ᐞ               | CANADIAN SYLLABICS GLOTTAL STOP                        | Kanadischer glottaler Plosiv                    |
| U+141F (5151) | ᐟ               | CANADIAN SYLLABICS FINAL ACUTE                         | Kanadischer finaler Akut                        |
| U+1420 (5152) | ᐠ               | CANADIAN SYLLABICS FINAL GRAVE                         | Kanadischer finaler Gravis                      |
| U+1421 (5153) | ᐡ               | CANADIAN SYLLABICS FINAL BOTTOM HALF RING              | Kanadische finale untere Hälfte eines Ringes    |
| U+1422 (5154) | ᐢ               | CANADIAN SYLLABICS FINAL TOP HALF RING                 | Kanadische finale obere Hälfte eines Ringes     |
| U+1423 (5155) | ᐣ               | CANADIAN SYLLABICS FINAL RIGHT HALF RING               | Kanadische finale rechte Hälfte eines Ringes    |
| U+1424 (5156) | ᐤ               | CANADIAN SYLLABICS FINAL RING                          | Kanadischer finaler Ring                        |
| U+1425 (5157) | ᐥ               | CANADIAN SYLLABICS FINAL DOUBLE ACUTE                  | Kanadischer finaler Doppelakut                  |
| U+1426 (5158) | ᐦ               | CANADIAN SYLLABICS FINAL DOUBLE SHORT VERTICAL STROKES | Kanadische finale doppelte kurze Querstriche    |
| U+1427 (5159) | ᐧ               | CANADIAN SYLLABICS FINAL MIDDLE DOT                    | Kanadischer finaler Mittelpunkt                 |
| U+1428 (5160) | ᐨ               | CANADIAN SYLLABICS FINAL SHORT HORIZONTAL STROKE       | Kanadischer finaler kurzer Querstrich           |
| U+1429 (5161) | ᐩ               | CANADIAN SYLLABICS FINAL PLUS                          | Kanadisches finales Pluszeichen                 |
| U+142A (5162) | ᐪ               | CANADIAN SYLLABICS FINAL DOWN TACK                     | Kanadische finale Einmündung nach unten zeigend |
| U+142B (5163) | ᐫ               | CANADIAN SYLLABICS EN                                  | Kanadisches Silbenzeichen En                    |
| U+142C (5164) | ᐬ               | CANADIAN SYLLABICS IN                                  | Kanadisches Silbenzeichen In                    |
| U+142D (5165) | ᐭ               | CANADIAN SYLLABICS ON                                  | Kanadisches Silbenzeichen On                    |
| U+142E (5166) | ᐮ               | CANADIAN SYLLABICS AN                                  | Kanadisches Silbenzeichen An                    |
| U+142F (5167) | ᐯ               | CANADIAN SYLLABICS PE                                  | Kanadisches Silbenzeichen Pe                    |
| U+1430 (5168) | ᐰ               | CANADIAN SYLLABICS PAAI                                | Kanadisches Silbenzeichen Paai                  |
| U+1431 (5169) | ᐱ               | CANADIAN SYLLABICS PI                                  | Kanadisches Silbenzeichen Pi                    |
| U+1432 (5170) | ᐲ               | CANADIAN SYLLABICS PII                                 | Kanadisches Silbenzeichen Pii                   |
| U+1433 (5171) | ᐳ               | CANADIAN SYLLABICS PO                                  | Kanadisches Silbenzeichen Po                    |
| U+1434 (5172) | ᐴ               | CANADIAN SYLLABICS POO                                 | Kanadisches Silbenzeichen Poo                   |
| U+1435 (5173) | ᐵ               | CANADIAN SYLLABICS Y-CREE POO                          | Kanadisches Silbenzeichen Y-Cree-Poo            |
| U+1436 (5174) | ᐶ               | CANADIAN SYLLABICS CARRIER HEE                         | Kanadisches Silbenzeichen Dakelh-Hee            |
| U+1437 (5175) | ᐷ               | CANADIAN SYLLABICS CARRIER HI                          | Kanadisches Silbenzeichen Dakelh-Hi             |
| U+1438 (5176) | ᐸ               | CANADIAN SYLLABICS PA                                  | Kanadisches Silbenzeichen Pa                    |
| U+1439 (5177) | ᐹ               | CANADIAN SYLLABICS PAA                                 | Kanadisches Silbenzeichen Paa                   |
| U+143A (5178) | ᐺ               | CANADIAN SYLLABICS PWE                                 | Kanadisches Silbenzeichen Pwe                   |
| U+143B (5179) | ᐻ               | CANADIAN SYLLABICS WEST-CREE PWE                       | Kanadisches Silbenzeichen Westcree-Pwe          |
| U+143C (5180) | ᐼ               | CANADIAN SYLLABICS PWI                                 | Kanadisches Silbenzeichen Pwi                   |
| U+143D (5181) | ᐽ               | CANADIAN SYLLABICS WEST-CREE PWI                       | Kanadisches Silbenzeichen Westcree-Pwi          |
| U+143E (5182) | ᐾ               | CANADIAN SYLLABICS PWII                                | Kanadisches Silbenzeichen Pwii                  |
| U+143F (5183) | ᐿ               | CANADIAN SYLLABICS WEST-CREE PWII                      | Kanadisches Silbenzeichen Westcree-Pwii         |
| U+1440 (5184) | ᑀ               | CANADIAN SYLLABICS PWO                                 | Kanadisches Silbenzeichen Pwo                   |
| U+1441 (5185) | ᑁ               | CANADIAN SYLLABICS WEST-CREE PWO                       | Kanadisches Silbenzeichen Westcree-Pwo          |
| U+1442 (5186) | ᑂ               | CANADIAN SYLLABICS PWOO                                | Kanadisches Silbenzeichen Pwoo                  |
| U+1443 (5187) | ᑃ               | CANADIAN SYLLABICS WEST-CREE PWOO                      | Kanadisches Silbenzeichen Westcree-Pwoo         |
| U+1444 (5188) | ᑄ               | CANADIAN SYLLABICS PWA                                 | Kanadisches Silbenzeichen Pwa                   |
| U+1445 (5189) | ᑅ               | CANADIAN SYLLABICS WEST-CREE PWA                       | Kanadisches Silbenzeichen Westcree-Pwa          |
| U+1446 (5190) | ᑆ               | CANADIAN SYLLABICS PWAA                                | Kanadisches Silbenzeichen Pwaa                  |
| U+1447 (5191) | ᑇ               | CANADIAN SYLLABICS WEST-CREE PWAA                      | Kanadisches Silbenzeichen Westcree-Pwaa         |
| U+1448 (5192) | ᑈ               | CANADIAN SYLLABICS Y-CREE PWAA                         | Kanadisches Silbenzeichen Y-Cree-Pwaa           |
| U+1449 (5193) | ᑉ               | CANADIAN SYLLABICS P                                   | Kanadisches Silbenzeichen P                     |
| U+144A (5194) | ᑊ               | CANADIAN SYLLABICS WEST-CREE P                         | Kanadisches Silbenzeichen Westcree-P            |
| U+144B (5195) | ᑋ               | CANADIAN SYLLABICS CARRIER H                           | Kanadisches Silbenzeichen Dakelh-H              |
| U+144C (5196) | ᑌ               | CANADIAN SYLLABICS TE                                  | Kanadisches Silbenzeichen Te                    |
| U+144D (5197) | ᑍ               | CANADIAN SYLLABICS TAAI                                | Kanadisches Silbenzeichen Taai                  |
| U+144E (5198) | ᑎ               | CANADIAN SYLLABICS TI                                  | Kanadisches Silbenzeichen Ti                    |
| U+144F (5199) | ᑏ               | CANADIAN SYLLABICS TII                                 | Kanadisches Silbenzeichen Tii                   |
| U+1450 (5200) | ᑐ               | CANADIAN SYLLABICS TO                                  | Kanadisches Silbenzeichen To                    |
| U+1451 (5201) | ᑑ               | CANADIAN SYLLABICS TOO                                 | Kanadisches Silbenzeichen Too                   |
| U+1452 (5202) | ᑒ               | CANADIAN SYLLABICS Y-CREE TOO                          | Kanadisches Silbenzeichen Y-Cree-Too            |
| U+1453 (5203) | ᑓ               | CANADIAN SYLLABICS CARRIER DEE                         | Kanadisches Silbenzeichen Dakelh-Dee            |
| U+1454 (5204) | ᑔ               | CANADIAN SYLLABICS CARRIER DI                          | Kanadisches Silbenzeichen Dakelh-Di             |
| U+1455 (5205) | ᑕ               | CANADIAN SYLLABICS TA                                  | Kanadisches Silbenzeichen Ta                    |
| U+1456 (5206) | ᑖ               | CANADIAN SYLLABICS TAA                                 | Kanadisches Silbenzeichen Taa                   |
| U+1457 (5207) | ᑗ               | CANADIAN SYLLABICS TWE                                 | Kanadisches Silbenzeichen Twe                   |
| U+1458 (5208) | ᑘ               | CANADIAN SYLLABICS WEST-CREE TWE                       | Kanadisches Silbenzeichen Westcree-Twe          |
| U+1459 (5209) | ᑙ               | CANADIAN SYLLABICS TWI                                 | Kanadisches Silbenzeichen Twi                   |
| U+145A (5210) | ᑚ               | CANADIAN SYLLABICS WEST-CREE TWI                       | Kanadisches Silbenzeichen Westcree-Twi          |
| U+145B (5211) | ᑛ               | CANADIAN SYLLABICS TWII                                | Kanadisches Silbenzeichen Twii                  |
| U+145C (5212) | ᑜ               | CANADIAN SYLLABICS WEST-CREE TWII                      | Kanadisches Silbenzeichen Westcree-Twii         |
| U+145D (5213) | ᑝ               | CANADIAN SYLLABICS TWO                                 | Kanadisches Silbenzeichen Two                   |
| U+145E (5214) | ᑞ               | CANADIAN SYLLABICS WEST-CREE TWO                       | Kanadisches Silbenzeichen Westcree-Two          |
| U+145F (5215) | ᑟ               | CANADIAN SYLLABICS TWOO                                | Kanadisches Silbenzeichen Twoo                  |
| U+1460 (5216) | ᑠ               | CANADIAN SYLLABICS WEST-CREE TWOO                      | Kanadisches Silbenzeichen Westcree-Twoo         |
| U+1461 (5217) | ᑡ               | CANADIAN SYLLABICS TWA                                 | Kanadisches Silbenzeichen Twa                   |
| U+1462 (5218) | ᑢ               | CANADIAN SYLLABICS WEST-CREE TWA                       | Kanadisches Silbenzeichen Westcree-Twa          |
| U+1463 (5219) | ᑣ               | CANADIAN SYLLABICS TWAA                                | Kanadisches Silbenzeichen Twaa                  |
| U+1464 (5220) | ᑤ               | CANADIAN SYLLABICS WEST-CREE TWAA                      | Kanadisches Silbenzeichen Westcree-Twaa         |
| U+1465 (5221) | ᑥ               | CANADIAN SYLLABICS NASKAPI TWAA                        | Kanadisches Silbenzeichen Naskapi-Twaa          |
| U+1466 (5222) | ᑦ               | CANADIAN SYLLABICS T                                   | Kanadisches Silbenzeichen T                     |
| U+1467 (5223) | ᑧ               | CANADIAN SYLLABICS TTE                                 | Kanadisches Silbenzeichen Tte                   |
| U+1468 (5224) | ᑨ               | CANADIAN SYLLABICS TTI                                 | Kanadisches Silbenzeichen Tti                   |
| U+1469 (5225) | ᑩ               | CANADIAN SYLLABICS TTO                                 | Kanadisches Silbenzeichen Tto                   |
| U+146A (5226) | ᑪ               | CANADIAN SYLLABICS TTA                                 | Kanadisches Silbenzeichen Tta                   |
| U+146B (5227) | ᑫ               | CANADIAN SYLLABICS KE                                  | Kanadisches Silbenzeichen Ke                    |
| U+146C (5228) | ᑬ               | CANADIAN SYLLABICS KAAI                                | Kanadisches Silbenzeichen Kaai                  |
| U+146D (5229) | ᑭ               | CANADIAN SYLLABICS KI                                  | Kanadisches Silbenzeichen Ki                    |
| U+146E (5230) | ᑮ               | CANADIAN SYLLABICS KII                                 | Kanadisches Silbenzeichen Kii                   |
| U+146F (5231) | ᑯ               | CANADIAN SYLLABICS KO                                  | Kanadisches Silbenzeichen Ko                    |
| U+1470 (5232) | ᑰ               | CANADIAN SYLLABICS KOO                                 | Kanadisches Silbenzeichen Koo                   |
| U+1471 (5233) | ᑱ               | CANADIAN SYLLABICS Y-CREE KOO                          | Kanadisches Silbenzeichen Y-Cree-Koo            |
| U+1472 (5234) | ᑲ               | CANADIAN SYLLABICS KA                                  | Kanadisches Silbenzeichen Ka                    |
| U+1473 (5235) | ᑳ               | CANADIAN SYLLABICS KAA                                 | Kanadisches Silbenzeichen Kaa                   |
| U+1474 (5236) | ᑴ               | CANADIAN SYLLABICS KWE                                 | Kanadisches Silbenzeichen Kwe                   |
| U+1475 (5237) | ᑵ               | CANADIAN SYLLABICS WEST-CREE KWE                       | Kanadisches Silbenzeichen Westcree-Kwe          |
| U+1476 (5238) | ᑶ               | CANADIAN SYLLABICS KWI                                 | Kanadisches Silbenzeichen Kwi                   |
| U+1477 (5239) | ᑷ               | CANADIAN SYLLABICS WEST-CREE KWI                       | Kanadisches Silbenzeichen Westcree-Kwi          |
| U+1478 (5240) | ᑸ               | CANADIAN SYLLABICS KWII                                | Kanadisches Silbenzeichen Kwii                  |
| U+1479 (5241) | ᑹ               | CANADIAN SYLLABICS WEST-CREE KWII                      | Kanadisches Silbenzeichen Westcree-Kwii         |
| U+147A (5242) | ᑺ               | CANADIAN SYLLABICS KWO                                 | Kanadisches Silbenzeichen Kwo                   |
| U+147B (5243) | ᑻ               | CANADIAN SYLLABICS WEST-CREE KWO                       | Kanadisches Silbenzeichen Westcree-Kwo          |
| U+147C (5244) | ᑼ               | CANADIAN SYLLABICS KWOO                                | Kanadisches Silbenzeichen Kwoo                  |
| U+147D (5245) | ᑽ               | CANADIAN SYLLABICS WEST-CREE KWOO                      | Kanadisches Silbenzeichen Westcree-Kwoo         |
| U+147E (5246) | ᑾ               | CANADIAN SYLLABICS KWA                                 | Kanadisches Silbenzeichen Kwa                   |
| U+147F (5247) | ᑿ               | CANADIAN SYLLABICS WEST-CREE KWA                       | Kanadisches Silbenzeichen Westcree-Kwa          |
| U+1480 (5248) | ᒀ               | CANADIAN SYLLABICS KWAA                                | Kanadisches Silbenzeichen Kwaa                  |
| U+1481 (5249) | ᒁ               | CANADIAN SYLLABICS WEST-CREE KWAA                      | Kanadisches Silbenzeichen Westcree-Kwaa         |
| U+1482 (5250) | ᒂ               | CANADIAN SYLLABICS NASKAPI KWAA                        | Kanadisches Silbenzeichen Naskapi-Kwaa          |
| U+1483 (5251) | ᒃ               | CANADIAN SYLLABICS K                                   | Kanadisches Silbenzeichen K                     |
| U+1484 (5252) | ᒄ               | CANADIAN SYLLABICS KW                                  | Kanadisches Silbenzeichen Kw                    |
| U+1485 (5253) | ᒅ               | CANADIAN SYLLABICS SOUTH-SLAVEY KEH                    | Kanadisches Silbenzeichen Südslavey-Keh         |
| U+1486 (5254) | ᒆ               | CANADIAN SYLLABICS SOUTH-SLAVEY KIH                    | Kanadisches Silbenzeichen Südslavey-Kih         |
| U+1487 (5255) | ᒇ               | CANADIAN SYLLABICS SOUTH-SLAVEY KOH                    | Kanadisches Silbenzeichen Südslavey-Koh         |
| U+1488 (5256) | ᒈ               | CANADIAN SYLLABICS SOUTH-SLAVEY KAH                    | Kanadisches Silbenzeichen Südslavey-Kah         |
| U+1489 (5257) | ᒉ               | CANADIAN SYLLABICS CE                                  | Kanadisches Silbenzeichen Ce                    |
| U+148A (5258) | ᒊ               | CANADIAN SYLLABICS CAAI                                | Kanadisches Silbenzeichen Caai                  |
| U+148B (5259) | ᒋ               | CANADIAN SYLLABICS CI                                  | Kanadisches Silbenzeichen Ci                    |
| U+148C (5260) | ᒌ               | CANADIAN SYLLABICS CII                                 | Kanadisches Silbenzeichen Cii                   |
| U+148D (5261) | ᒍ               | CANADIAN SYLLABICS CO                                  | Kanadisches Silbenzeichen Co                    |
| U+148E (5262) | ᒎ               | CANADIAN SYLLABICS COO                                 | Kanadisches Silbenzeichen Coo                   |
| U+148F (5263) | ᒏ               | CANADIAN SYLLABICS Y-CREE COO                          | Kanadisches Silbenzeichen Y-Cree-Coo            |
| U+1490 (5264) | ᒐ               | CANADIAN SYLLABICS CA                                  | Kanadisches Silbenzeichen Ca                    |
| U+1491 (5265) | ᒑ               | CANADIAN SYLLABICS CAA                                 | Kanadisches Silbenzeichen Caa                   |
| U+1492 (5266) | ᒒ               | CANADIAN SYLLABICS CWE                                 | Kanadisches Silbenzeichen Cwe                   |
| U+1493 (5267) | ᒓ               | CANADIAN SYLLABICS WEST-CREE CWE                       | Kanadisches Silbenzeichen Westcree-Cwe          |
| U+1494 (5268) | ᒔ               | CANADIAN SYLLABICS CWI                                 | Kanadisches Silbenzeichen Cwi                   |
| U+1495 (5269) | ᒕ               | CANADIAN SYLLABICS WEST-CREE CWI                       | Kanadisches Silbenzeichen Westcree-Cwi          |
| U+1496 (5270) | ᒖ               | CANADIAN SYLLABICS CWII                                | Kanadisches Silbenzeichen Cwii                  |
| U+1497 (5271) | ᒗ               | CANADIAN SYLLABICS WEST-CREE CWII                      | Kanadisches Silbenzeichen Westcree-Cwii         |
| U+1498 (5272) | ᒘ               | CANADIAN SYLLABICS CWO                                 | Kanadisches Silbenzeichen Cwo                   |
| U+1499 (5273) | ᒙ               | CANADIAN SYLLABICS WEST-CREE CWO                       | Kanadisches Silbenzeichen Westcree-Cwo          |
| U+149A (5274) | ᒚ               | CANADIAN SYLLABICS CWOO                                | Kanadisches Silbenzeichen Cwoo                  |
| U+149B (5275) | ᒛ               | CANADIAN SYLLABICS WEST-CREE CWOO                      | Kanadisches Silbenzeichen Westcree-Cwoo         |
| U+149C (5276) | ᒜ               | CANADIAN SYLLABICS CWA                                 | Kanadisches Silbenzeichen Cwa                   |
| U+149D (5277) | ᒝ               | CANADIAN SYLLABICS WEST-CREE CWA                       | Kanadisches Silbenzeichen Westcree-Cwa          |
| U+149E (5278) | ᒞ               | CANADIAN SYLLABICS CWAA                                | Kanadisches Silbenzeichen Cwaa                  |
| U+149F (5279) | ᒟ               | CANADIAN SYLLABICS WEST-CREE CWAA                      | Kanadisches Silbenzeichen Westcree-Cwaa         |
| U+14A0 (5280) | ᒠ               | CANADIAN SYLLABICS NASKAPI CWAA                        | Kanadisches Silbenzeichen Naskapi-Cwaa          |
| U+14A1 (5281) | ᒡ               | CANADIAN SYLLABICS C                                   | Kanadisches Silbenzeichen C                     |
| U+14A2 (5282) | ᒢ               | CANADIAN SYLLABICS SAYISI TH                           | Kanadisches Silbenzeichen Sayisi-Th             |
| U+14A3 (5283) | ᒣ               | CANADIAN SYLLABICS ME                                  | Kanadisches Silbenzeichen Me                    |
| U+14A4 (5284) | ᒤ               | CANADIAN SYLLABICS MAAI                                | Kanadisches Silbenzeichen Maai                  |
| U+14A5 (5285) | ᒥ               | CANADIAN SYLLABICS MI                                  | Kanadisches Silbenzeichen Mi                    |
| U+14A6 (5286) | ᒦ               | CANADIAN SYLLABICS MII                                 | Kanadisches Silbenzeichen Mii                   |
| U+14A7 (5287) | ᒧ               | CANADIAN SYLLABICS MO                                  | Kanadisches Silbenzeichen Mo                    |
| U+14A8 (5288) | ᒨ               | CANADIAN SYLLABICS MOO                                 | Kanadisches Silbenzeichen Moo                   |
| U+14A9 (5289) | ᒩ               | CANADIAN SYLLABICS Y-CREE MOO                          | Kanadisches Silbenzeichen Y-Cree-Moo            |
| U+14AA (5290) | ᒪ               | CANADIAN SYLLABICS MA                                  | Kanadisches Silbenzeichen Ma                    |
| U+14AB (5291) | ᒫ               | CANADIAN SYLLABICS MAA                                 | Kanadisches Silbenzeichen Maa                   |
| U+14AC (5292) | ᒬ               | CANADIAN SYLLABICS MWE                                 | Kanadisches Silbenzeichen Mwe                   |
| U+14AD (5293) | ᒭ               | CANADIAN SYLLABICS WEST-CREE MWE                       | Kanadisches Silbenzeichen Westcree-Mwe          |
| U+14AE (5294) | ᒮ               | CANADIAN SYLLABICS MWI                                 | Kanadisches Silbenzeichen Mwi                   |
| U+14AF (5295) | ᒯ               | CANADIAN SYLLABICS WEST-CREE MWI                       | Kanadisches Silbenzeichen Westcree-Mwi          |
| U+14B0 (5296) | ᒰ               | CANADIAN SYLLABICS MWII                                | Kanadisches Silbenzeichen Mwii                  |
| U+14B1 (5297) | ᒱ               | CANADIAN SYLLABICS WEST-CREE MWII                      | Kanadisches Silbenzeichen Westcree-Mwii         |
| U+14B2 (5298) | ᒲ               | CANADIAN SYLLABICS MWO                                 | Kanadisches Silbenzeichen Mwo                   |
| U+14B3 (5299) | ᒳ               | CANADIAN SYLLABICS WEST-CREE MWO                       | Kanadisches Silbenzeichen Westcree-Mwo          |
| U+14B4 (5300) | ᒴ               | CANADIAN SYLLABICS MWOO                                | Kanadisches Silbenzeichen Mwoo                  |
| U+14B5 (5301) | ᒵ               | CANADIAN SYLLABICS WEST-CREE MWOO                      | Kanadisches Silbenzeichen Westcree-MWoo         |
| U+14B6 (5302) | ᒶ               | CANADIAN SYLLABICS MWA                                 | Kanadisches Silbenzeichen Mwa                   |
| U+14B7 (5303) | ᒷ               | CANADIAN SYLLABICS WEST-CREE MWA                       | Kanadisches Silbenzeichen Westcree-Mwa          |
| U+14B8 (5304) | ᒸ               | CANADIAN SYLLABICS MWAA                                | Kanadisches Silbenzeichen Mwaa                  |
| U+14B9 (5305) | ᒹ               | CANADIAN SYLLABICS WEST-CREE MWAA                      | Kanadisches Silbenzeichen Westcree-Mwaa         |
| U+14BA (5306) | ᒺ               | CANADIAN SYLLABICS NASKAPI MWAA                        | Kanadisches Silbenzeichen Naskapi-Mwaa          |
| U+14BB (5307) | ᒻ               | CANADIAN SYLLABICS M                                   | Kanadisches Silbenzeichen M                     |
| U+14BC (5308) | ᒼ               | CANADIAN SYLLABICS WEST-CREE M                         | Kanadisches Silbenzeichen Westcree-M            |
| U+14BD (5309) | ᒽ               | CANADIAN SYLLABICS MH                                  | Kanadisches Silbenzeichen Mh                    |
| U+14BE (5310) | ᒾ               | CANADIAN SYLLABICS ATHAPASCAN M                        | Kanadisches Silbenzeichen Athapascan-M          |
| U+14BF (5311) | ᒿ               | CANADIAN SYLLABICS SAYISI M                            | Kanadisches Silbenzeichen Sayisi-M              |
| U+14C0 (5312) | ᓀ               | CANADIAN SYLLABICS NE                                  | Kanadisches Silbenzeichen Ne                    |
| U+14C1 (5313) | ᓁ               | CANADIAN SYLLABICS NAAI                                | Kanadisches Silbenzeichen Naai                  |
| U+14C2 (5314) | ᓂ               | CANADIAN SYLLABICS NI                                  | Kanadisches Silbenzeichen Ni                    |
| U+14C3 (5315) | ᓃ               | CANADIAN SYLLABICS NII                                 | Kanadisches Silbenzeichen Nii                   |
| U+14C4 (5316) | ᓄ               | CANADIAN SYLLABICS NO                                  | Kanadisches Silbenzeichen No                    |
| U+14C5 (5317) | ᓅ               | CANADIAN SYLLABICS NOO                                 | Kanadisches Silbenzeichen Noo                   |
| U+14C6 (5318) | ᓆ               | CANADIAN SYLLABICS Y-CREE NOO                          | Kanadisches Silbenzeichen Y-Cree-Noo            |
| U+14C7 (5319) | ᓇ               | CANADIAN SYLLABICS NA                                  | Kanadisches Silbenzeichen Na                    |
| U+14C8 (5320) | ᓈ               | CANADIAN SYLLABICS NAA                                 | Kanadisches Silbenzeichen Naa                   |
| U+14C9 (5321) | ᓉ               | CANADIAN SYLLABICS NWE                                 | Kanadisches Silbenzeichen Nwe                   |
| U+14CA (5322) | ᓊ               | CANADIAN SYLLABICS WEST-CREE NWE                       | Kanadisches Silbenzeichen Westcree-Nwe          |
| U+14CB (5323) | ᓋ               | CANADIAN SYLLABICS NWA                                 | Kanadisches Silbenzeichen Nwa                   |
| U+14CC (5324) | ᓌ               | CANADIAN SYLLABICS WEST-CREE NWA                       | Kanadisches Silbenzeichen Westcree-Nwa          |
| U+14CD (5325) | ᓍ               | CANADIAN SYLLABICS NWAA                                | Kanadisches Silbenzeichen Nwaa                  |
| U+14CE (5326) | ᓎ               | CANADIAN SYLLABICS WEST-CREE NWAA                      | Kanadisches Silbenzeichen Westcree-Nwaa         |
| U+14CF (5327) | ᓏ               | CANADIAN SYLLABICS NASKAPI NWAA                        | Kanadisches Silbenzeichen Naskapi-Nwaa          |
| U+14D0 (5328) | ᓐ               | CANADIAN SYLLABICS N                                   | Kanadisches Silbenzeichen N                     |
| U+14D1 (5329) | ᓑ               | CANADIAN SYLLABICS CARRIER NG                          | Kanadisches Silbenzeichen Dakelh-Ng             |
| U+14D2 (5330) | ᓒ               | CANADIAN SYLLABICS NH                                  | Kanadisches Silbenzeichen Nh                    |
| U+14D3 (5331) | ᓓ               | CANADIAN SYLLABICS LE                                  | Kanadisches Silbenzeichen Le                    |
| U+14D4 (5332) | ᓔ               | CANADIAN SYLLABICS LAAI                                | Kanadisches Silbenzeichen Laai                  |
| U+14D5 (5333) | ᓕ               | CANADIAN SYLLABICS LI                                  | Kanadisches Silbenzeichen Li                    |
| U+14D6 (5334) | ᓖ               | CANADIAN SYLLABICS LII                                 | Kanadisches Silbenzeichen Lii                   |
| U+14D7 (5335) | ᓗ               | CANADIAN SYLLABICS LO                                  | Kanadisches Silbenzeichen Lo                    |
| U+14D8 (5336) | ᓘ               | CANADIAN SYLLABICS LOO                                 | Kanadisches Silbenzeichen Loo                   |
| U+14D9 (5337) | ᓙ               | CANADIAN SYLLABICS Y-CREE LOO                          | Kanadisches Silbenzeichen Y-Cree-Loo            |
| U+14DA (5338) | ᓚ               | CANADIAN SYLLABICS LA                                  | Kanadisches Silbenzeichen La                    |
| U+14DB (5339) | ᓛ               | CANADIAN SYLLABICS LAA                                 | Kanadisches Silbenzeichen Laa                   |
| U+14DC (5340) | ᓜ               | CANADIAN SYLLABICS LWE                                 | Kanadisches Silbenzeichen Lwe                   |
| U+14DD (5341) | ᓝ               | CANADIAN SYLLABICS WEST-CREE LWE                       | Kanadisches Silbenzeichen Westcree-Lwe          |
| U+14DE (5342) | ᓞ               | CANADIAN SYLLABICS LWI                                 | Kanadisches Silbenzeichen Lwi                   |
| U+14DF (5343) | ᓟ               | CANADIAN SYLLABICS WEST-CREE LWI                       | Kanadisches Silbenzeichen Westcree-Lwi          |
| U+14E0 (5344) | ᓠ               | CANADIAN SYLLABICS LWII                                | Kanadisches Silbenzeichen Lwii                  |
| U+14E1 (5345) | ᓡ               | CANADIAN SYLLABICS WEST-CREE LWII                      | Kanadisches Silbenzeichen Westcree-Lwii         |
| U+14E2 (5346) | ᓢ               | CANADIAN SYLLABICS LWO                                 | Kanadisches Silbenzeichen Lwo                   |
| U+14E3 (5347) | ᓣ               | CANADIAN SYLLABICS WEST-CREE LWO                       | Kanadisches Silbenzeichen Westcree-Lwo          |
| U+14E4 (5348) | ᓤ               | CANADIAN SYLLABICS LWOO                                | Kanadisches Silbenzeichen Lwoo                  |
| U+14E5 (5349) | ᓥ               | CANADIAN SYLLABICS WEST-CREE LWOO                      | Kanadisches Silbenzeichen Westcree-Lwoo         |
| U+14E6 (5350) | ᓦ               | CANADIAN SYLLABICS LWA                                 | Kanadisches Silbenzeichen Lwa                   |
| U+14E7 (5351) | ᓧ               | CANADIAN SYLLABICS WEST-CREE LWA                       | Kanadisches Silbenzeichen Westcree-Lwa          |
| U+14E8 (5352) | ᓨ               | CANADIAN SYLLABICS LWAA                                | Kanadisches Silbenzeichen Lwaa                  |
| U+14E9 (5353) | ᓩ               | CANADIAN SYLLABICS WEST-CREE LWAA                      | Kanadisches Silbenzeichen Westcree-Lwaa         |
| U+14EA (5354) | ᓪ               | CANADIAN SYLLABICS L                                   | Kanadisches Silbenzeichen L                     |
| U+14EB (5355) | ᓫ               | CANADIAN SYLLABICS WEST-CREE L                         | Kanadisches Silbenzeichen Westcree-L            |
| U+14EC (5356) | ᓬ               | CANADIAN SYLLABICS MEDIAL L                            | Kanadisches Silbenzeichen Mittleres L           |
| U+14ED (5357) | ᓭ               | CANADIAN SYLLABICS SE                                  | Kanadisches Silbenzeichen Se                    |
| U+14EE (5358) | ᓮ               | CANADIAN SYLLABICS SAAI                                | Kanadisches Silbenzeichen Saai                  |
| U+14EF (5359) | ᓯ               | CANADIAN SYLLABICS SI                                  | Kanadisches Silbenzeichen Si                    |
| U+14F0 (5360) | ᓰ               | CANADIAN SYLLABICS SII                                 | Kanadisches Silbenzeichen Sii                   |
| U+14F1 (5361) | ᓱ               | CANADIAN SYLLABICS SO                                  | Kanadisches Silbenzeichen So                    |
| U+14F2 (5362) | ᓲ               | CANADIAN SYLLABICS SOO                                 | Kanadisches Silbenzeichen Soo                   |
| U+14F3 (5363) | ᓳ               | CANADIAN SYLLABICS Y-CREE SOO                          | Kanadisches Silbenzeichen Y-Cree-Soo            |
| U+14F4 (5364) | ᓴ               | CANADIAN SYLLABICS SA                                  | Kanadisches Silbenzeichen Sa                    |
| U+14F5 (5365) | ᓵ               | CANADIAN SYLLABICS SAA                                 | Kanadisches Silbenzeichen Saa                   |
| U+14F6 (5366) | ᓶ               | CANADIAN SYLLABICS SWE                                 | Kanadisches Silbenzeichen Swe                   |
| U+14F7 (5367) | ᓷ               | CANADIAN SYLLABICS WEST-CREE SWE                       | Kanadisches Silbenzeichen Westcree-Swe          |
| U+14F8 (5368) | ᓸ               | CANADIAN SYLLABICS SWI                                 | Kanadisches Silbenzeichen Swi                   |
| U+14F9 (5369) | ᓹ               | CANADIAN SYLLABICS WEST-CREE SWI                       | Kanadisches Silbenzeichen Westcree-Swi          |
| U+14FA (5370) | ᓺ               | CANADIAN SYLLABICS SWII                                | Kanadisches Silbenzeichen Swii                  |
| U+14FB (5371) | ᓻ               | CANADIAN SYLLABICS WEST-CREE SWII                      | Kanadisches Silbenzeichen Westcree-Swii         |
| U+14FC (5372) | ᓼ               | CANADIAN SYLLABICS SWO                                 | Kanadisches Silbenzeichen Swo                   |
| U+14FD (5373) | ᓽ               | CANADIAN SYLLABICS WEST-CREE SWO                       | Kanadisches Silbenzeichen Westcree-Swo          |
| U+14FE (5374) | ᓾ               | CANADIAN SYLLABICS SWOO                                | Kanadisches Silbenzeichen Swoo                  |
| U+14FF (5375) | ᓿ               | CANADIAN SYLLABICS WEST-CREE SWOO                      | Kanadisches Silbenzeichen Westcree-Swoo         |
| U+1500 (5376) | ᔀ               | CANADIAN SYLLABICS SWA                                 | Kanadisches Silbenzeichen Swa                   |
| U+1501 (5377) | ᔁ               | CANADIAN SYLLABICS WEST-CREE SWA                       | Kanadisches Silbenzeichen Westcree-Swa          |
| U+1502 (5378) | ᔂ               | CANADIAN SYLLABICS SWAA                                | Kanadisches Silbenzeichen Swaa                  |
| U+1503 (5379) | ᔃ               | CANADIAN SYLLABICS WEST-CREE SWAA                      | Kanadisches Silbenzeichen Westcree-Swaa         |
| U+1504 (5380) | ᔄ               | CANADIAN SYLLABICS NASKAPI SWAA                        | Kanadisches Silbenzeichen Naskapi-Swaa          |
| U+1505 (5381) | ᔅ               | CANADIAN SYLLABICS S                                   | Kanadisches Silbenzeichen S                     |
| U+1506 (5382) | ᔆ               | CANADIAN SYLLABICS ATHAPASCAN S                        | Kanadisches Silbenzeichen Athapascan-S          |
| U+1507 (5383) | ᔇ               | CANADIAN SYLLABICS SW                                  | Kanadisches Silbenzeichen Sw                    |
| U+1508 (5384) | ᔈ               | CANADIAN SYLLABICS BLACKFOOT S                         | Kanadisches Silbenzeichen Blackfoot-S           |
| U+1509 (5385) | ᔉ               | CANADIAN SYLLABICS MOOSE-CREE SK                       | Kanadisches Silbenzeichen Moosecree-Sk          |
| U+150A (5386) | ᔊ               | CANADIAN SYLLABICS NASKAPI SKW                         | Kanadisches Silbenzeichen Naskapi-Skw           |
| U+150B (5387) | ᔋ               | CANADIAN SYLLABICS NASKAPI S-W                         | Kanadisches Silbenzeichen Naskapi-S-W           |
| U+150C (5388) | ᔌ               | CANADIAN SYLLABICS NASKAPI SPWA                        | Kanadisches Silbenzeichen Naskapi-Spwa          |
| U+150D (5389) | ᔍ               | CANADIAN SYLLABICS NASKAPI STWA                        | Kanadisches Silbenzeichen Naskapi-Stwa          |
| U+150E (5390) | ᔎ               | CANADIAN SYLLABICS NASKAPI SKWA                        | Kanadisches Silbenzeichen Naskapi-Skwa          |
| U+150F (5391) | ᔏ               | CANADIAN SYLLABICS NASKAPI SCWA                        | Kanadisches Silbenzeichen Naskapi-Scwa          |
| U+1510 (5392) | ᔐ               | CANADIAN SYLLABICS SHE                                 | Kanadisches Silbenzeichen She                   |
| U+1511 (5393) | ᔑ               | CANADIAN SYLLABICS SHI                                 | Kanadisches Silbenzeichen Shi                   |
| U+1512 (5394) | ᔒ               | CANADIAN SYLLABICS SHII                                | Kanadisches Silbenzeichen Shii                  |
| U+1513 (5395) | ᔓ               | CANADIAN SYLLABICS SHO                                 | Kanadisches Silbenzeichen Sho                   |
| U+1514 (5396) | ᔔ               | CANADIAN SYLLABICS SHOO                                | Kanadisches Silbenzeichen Shoo                  |
| U+1515 (5397) | ᔕ               | CANADIAN SYLLABICS SHA                                 | Kanadisches Silbenzeichen Sha                   |
| U+1516 (5398) | ᔖ               | CANADIAN SYLLABICS SHAA                                | Kanadisches Silbenzeichen Shaa                  |
| U+1517 (5399) | ᔗ               | CANADIAN SYLLABICS SHWE                                | Kanadisches Silbenzeichen Shwe                  |
| U+1518 (5400) | ᔘ               | CANADIAN SYLLABICS WEST-CREE SHWE                      | Kanadisches Silbenzeichen Westcree-Shwe         |
| U+1519 (5401) | ᔙ               | CANADIAN SYLLABICS SHWI                                | Kanadisches Silbenzeichen Shwi                  |
| U+151A (5402) | ᔚ               | CANADIAN SYLLABICS WEST-CREE SHWI                      | Kanadisches Silbenzeichen Westcree-Shwi         |
| U+151B (5403) | ᔛ               | CANADIAN SYLLABICS SHWII                               | Kanadisches Silbenzeichen Shwii                 |
| U+151C (5404) | ᔜ               | CANADIAN SYLLABICS WEST-CREE SHWII                     | Kanadisches Silbenzeichen Westcree-Shwii        |
| U+151D (5405) | ᔝ               | CANADIAN SYLLABICS SHWO                                | Kanadisches Silbenzeichen Shwo                  |
| U+151E (5406) | ᔞ               | CANADIAN SYLLABICS WEST-CREE SHWO                      | Kanadisches Silbenzeichen Westcree-Shwo         |
| U+151F (5407) | ᔟ               | CANADIAN SYLLABICS SHWOO                               | Kanadisches Silbenzeichen Shwoo                 |
| U+1520 (5408) | ᔠ               | CANADIAN SYLLABICS WEST-CREE SHWOO                     | Kanadisches Silbenzeichen Westcree-Shwoo        |
| U+1521 (5409) | ᔡ               | CANADIAN SYLLABICS SHWA                                | Kanadisches Silbenzeichen Shwa                  |
| U+1522 (5410) | ᔢ               | CANADIAN SYLLABICS WEST-CREE SHWA                      | Kanadisches Silbenzeichen Westcree-Shwa         |
| U+1523 (5411) | ᔣ               | CANADIAN SYLLABICS SHWAA                               | Kanadisches Silbenzeichen Shwaa                 |
| U+1524 (5412) | ᔤ               | CANADIAN SYLLABICS WEST-CREE SHWAA                     | Kanadisches Silbenzeichen Westcree-Shwaa        |
| U+1525 (5413) | ᔥ               | CANADIAN SYLLABICS SH                                  | Kanadisches Silbenzeichen Sh                    |
| U+1526 (5414) | ᔦ               | CANADIAN SYLLABICS YE                                  | Kanadisches Silbenzeichen Ye                    |
| U+1527 (5415) | ᔧ               | CANADIAN SYLLABICS YAAI                                | Kanadisches Silbenzeichen Yaai                  |
| U+1528 (5416) | ᔨ               | CANADIAN SYLLABICS YI                                  | Kanadisches Silbenzeichen Yi                    |
| U+1529 (5417) | ᔩ               | CANADIAN SYLLABICS YII                                 | Kanadisches Silbenzeichen Yii                   |
| U+152A (5418) | ᔪ               | CANADIAN SYLLABICS YO                                  | Kanadisches Silbenzeichen Yo                    |
| U+152B (5419) | ᔫ               | CANADIAN SYLLABICS YOO                                 | Kanadisches Silbenzeichen Yoo                   |
| U+152C (5420) | ᔬ               | CANADIAN SYLLABICS Y-CREE YOO                          | Kanadisches Silbenzeichen Y-Cree-Yoo            |
| U+152D (5421) | ᔭ               | CANADIAN SYLLABICS YA                                  | Kanadisches Silbenzeichen Ya                    |
| U+152E (5422) | ᔮ               | CANADIAN SYLLABICS YAA                                 | Kanadisches Silbenzeichen Yaa                   |
| U+152F (5423) | ᔯ               | CANADIAN SYLLABICS YWE                                 | Kanadisches Silbenzeichen Ywe                   |
| U+1530 (5424) | ᔰ               | CANADIAN SYLLABICS WEST-CREE YWE                       | Kanadisches Silbenzeichen Westcree-Ywe          |
| U+1531 (5425) | ᔱ               | CANADIAN SYLLABICS YWI                                 | Kanadisches Silbenzeichen Ywi                   |
| U+1532 (5426) | ᔲ               | CANADIAN SYLLABICS WEST-CREE YWI                       | Kanadisches Silbenzeichen Westcree-Ywi          |
| U+1533 (5427) | ᔳ               | CANADIAN SYLLABICS YWII                                | Kanadisches Silbenzeichen Ywii                  |
| U+1534 (5428) | ᔴ               | CANADIAN SYLLABICS WEST-CREE YWII                      | Kanadisches Silbenzeichen Westcree-Ywii         |
| U+1535 (5429) | ᔵ               | CANADIAN SYLLABICS YWO                                 | Kanadisches Silbenzeichen Ywo                   |
| U+1536 (5430) | ᔶ               | CANADIAN SYLLABICS WEST-CREE YWO                       | Kanadisches Silbenzeichen Westcree-Ywo          |
| U+1537 (5431) | ᔷ               | CANADIAN SYLLABICS YWOO                                | Kanadisches Silbenzeichen Ywoo                  |
| U+1538 (5432) | ᔸ               | CANADIAN SYLLABICS WEST-CREE YWOO                      | Kanadisches Silbenzeichen Westcree-Ywoo         |
| U+1539 (5433) | ᔹ               | CANADIAN SYLLABICS YWA                                 | Kanadisches Silbenzeichen Ywa                   |
| U+153A (5434) | ᔺ               | CANADIAN SYLLABICS WEST-CREE YWA                       | Kanadisches Silbenzeichen Westcree-Ywa          |
| U+153B (5435) | ᔻ               | CANADIAN SYLLABICS YWAA                                | Kanadisches Silbenzeichen Ywaa                  |
| U+153C (5436) | ᔼ               | CANADIAN SYLLABICS WEST-CREE YWAA                      | Kanadisches Silbenzeichen Westcree-Ywaa         |
| U+153D (5437) | ᔽ               | CANADIAN SYLLABICS NASKAPI YWAA                        | Kanadisches Silbenzeichen Naskapi-Ywaa          |
| U+153E (5438) | ᔾ               | CANADIAN SYLLABICS Y                                   | Kanadisches Silbenzeichen Y                     |
| U+153F (5439) | ᔿ               | CANADIAN SYLLABICS BIBLE-CREE Y                        | Kanadisches Silbenzeichen Bibelcree-Y           |
| U+1540 (5440) | ᕀ               | CANADIAN SYLLABICS WEST-CREE Y                         | Kanadisches Silbenzeichen Westcree-Y            |
| U+1541 (5441) | ᕁ               | CANADIAN SYLLABICS SAYISI YI                           | Kanadisches Silbenzeichen Sayisi-Yi             |
| U+1542 (5442) | ᕂ               | CANADIAN SYLLABICS RE                                  | Kanadisches Silbenzeichen Re                    |
| U+1543 (5443) | ᕃ               | CANADIAN SYLLABICS R-CREE RE                           | Kanadisches Silbenzeichen R-Cree Re             |
| U+1544 (5444) | ᕄ               | CANADIAN SYLLABICS WEST-CREE LE                        | Kanadisches Silbenzeichen Westcree-Le           |
| U+1545 (5445) | ᕅ               | CANADIAN SYLLABICS RAAI                                | Kanadisches Silbenzeichen Raai                  |
| U+1546 (5446) | ᕆ               | CANADIAN SYLLABICS RI                                  | Kanadisches Silbenzeichen Ri                    |
| U+1547 (5447) | ᕇ               | CANADIAN SYLLABICS RII                                 | Kanadisches Silbenzeichen Rii                   |
| U+1548 (5448) | ᕈ               | CANADIAN SYLLABICS RO                                  | Kanadisches Silbenzeichen Ro                    |
| U+1549 (5449) | ᕉ               | CANADIAN SYLLABICS ROO                                 | Kanadisches Silbenzeichen Roo                   |
| U+154A (5450) | ᕊ               | CANADIAN SYLLABICS WEST-CREE LO                        | Kanadisches Silbenzeichen Westcree-Lo           |
| U+154B (5451) | ᕋ               | CANADIAN SYLLABICS RA                                  | Kanadisches Silbenzeichen Ra                    |
| U+154C (5452) | ᕌ               | CANADIAN SYLLABICS RAA                                 | Kanadisches Silbenzeichen Raa                   |
| U+154D (5453) | ᕍ               | CANADIAN SYLLABICS WEST-CREE LA                        | Kanadisches Silbenzeichen Westcree-La           |
| U+154E (5454) | ᕎ               | CANADIAN SYLLABICS RWAA                                | Kanadisches Silbenzeichen Rwaa                  |
| U+154F (5455) | ᕏ               | CANADIAN SYLLABICS WEST-CREE RWAA                      | Kanadisches Silbenzeichen Westcree-Rwaa         |
| U+1550 (5456) | ᕐ               | CANADIAN SYLLABICS R                                   | Kanadisches Silbenzeichen R                     |
| U+1551 (5457) | ᕑ               | CANADIAN SYLLABICS WEST-CREE R                         | Kanadisches Silbenzeichen Westcree-R            |
| U+1552 (5458) | ᕒ               | CANADIAN SYLLABICS MEDIAL R                            | Kanadisches Silbenzeichen Mittleres R           |
| U+1553 (5459) | ᕓ               | CANADIAN SYLLABICS FE                                  | Kanadisches Silbenzeichen Fe                    |
| U+1554 (5460) | ᕔ               | CANADIAN SYLLABICS FAAI                                | Kanadisches Silbenzeichen Faai                  |
| U+1555 (5461) | ᕕ               | CANADIAN SYLLABICS FI                                  | Kanadisches Silbenzeichen Fi                    |
| U+1556 (5462) | ᕖ               | CANADIAN SYLLABICS FII                                 | Kanadisches Silbenzeichen Fii                   |
| U+1557 (5463) | ᕗ               | CANADIAN SYLLABICS FO                                  | Kanadisches Silbenzeichen Fo                    |
| U+1558 (5464) | ᕘ               | CANADIAN SYLLABICS FOO                                 | Kanadisches Silbenzeichen Foo                   |
| U+1559 (5465) | ᕙ               | CANADIAN SYLLABICS FA                                  | Kanadisches Silbenzeichen Fa                    |
| U+155A (5466) | ᕚ               | CANADIAN SYLLABICS FAA                                 | Kanadisches Silbenzeichen Faa                   |
| U+155B (5467) | ᕛ               | CANADIAN SYLLABICS FWAA                                | Kanadisches Silbenzeichen Fwaa                  |
| U+155C (5468) | ᕜ               | CANADIAN SYLLABICS WEST-CREE FWAA                      | Kanadisches Silbenzeichen Westcree-Fwaa         |
| U+155D (5469) | ᕝ               | CANADIAN SYLLABICS F                                   | Kanadisches Silbenzeichen F                     |
| U+155E (5470) | ᕞ               | CANADIAN SYLLABICS THE                                 | Kanadisches Silbenzeichen The                   |
| U+155F (5471) | ᕟ               | CANADIAN SYLLABICS N-CREE THE                          | Kanadisches Silbenzeichen N-Cree The            |
| U+1560 (5472) | ᕠ               | CANADIAN SYLLABICS THI                                 | Kanadisches Silbenzeichen Thi                   |
| U+1561 (5473) | ᕡ               | CANADIAN SYLLABICS N-CREE THI                          | Kanadisches Silbenzeichen N-Cree Thi            |
| U+1562 (5474) | ᕢ               | CANADIAN SYLLABICS THII                                | Kanadisches Silbenzeichen Thii                  |
| U+1563 (5475) | ᕣ               | CANADIAN SYLLABICS N-CREE THII                         | Kanadisches Silbenzeichen N-Cree Thii           |
| U+1564 (5476) | ᕤ               | CANADIAN SYLLABICS THO                                 | Kanadisches Silbenzeichen Tho                   |
| U+1565 (5477) | ᕥ               | CANADIAN SYLLABICS THOO                                | Kanadisches Silbenzeichen Thoo                  |
| U+1566 (5478) | ᕦ               | CANADIAN SYLLABICS THA                                 | Kanadisches Silbenzeichen Tha                   |
| U+1567 (5479) | ᕧ               | CANADIAN SYLLABICS THAA                                | Kanadisches Silbenzeichen Thaa                  |
| U+1568 (5480) | ᕨ               | CANADIAN SYLLABICS THWAA                               | Kanadisches Silbenzeichen Thwaa                 |
| U+1569 (5481) | ᕩ               | CANADIAN SYLLABICS WEST-CREE THWAA                     | Kanadisches Silbenzeichen Westcree-Thwaa        |
| U+156A (5482) | ᕪ               | CANADIAN SYLLABICS TH                                  | Kanadisches Silbenzeichen Th                    |
| U+156B (5483) | ᕫ               | CANADIAN SYLLABICS TTHE                                | Kanadisches Silbenzeichen Tthe                  |
| U+156C (5484) | ᕬ               | CANADIAN SYLLABICS TTHI                                | Kanadisches Silbenzeichen Tthi                  |
| U+156D (5485) | ᕭ               | CANADIAN SYLLABICS TTHO                                | Kanadisches Silbenzeichen Ttho                  |
| U+156E (5486) | ᕮ               | CANADIAN SYLLABICS TTHA                                | Kanadisches Silbenzeichen Ttha                  |
| U+156F (5487) | ᕯ               | CANADIAN SYLLABICS TTH                                 | Kanadisches Silbenzeichen Tth                   |
| U+1570 (5488) | ᕰ               | CANADIAN SYLLABICS TYE                                 | Kanadisches Silbenzeichen Tye                   |
| U+1571 (5489) | ᕱ               | CANADIAN SYLLABICS TYI                                 | Kanadisches Silbenzeichen Tyi                   |
| U+1572 (5490) | ᕲ               | CANADIAN SYLLABICS TYO                                 | Kanadisches Silbenzeichen Tyo                   |
| U+1573 (5491) | ᕳ               | CANADIAN SYLLABICS TYA                                 | Kanadisches Silbenzeichen Tya                   |
| U+1574 (5492) | ᕴ               | CANADIAN SYLLABICS NUNAVIK HE                          | Kanadisches Silbenzeichen Nunavik-He            |
| U+1575 (5493) | ᕵ               | CANADIAN SYLLABICS NUNAVIK HI                          | Kanadisches Silbenzeichen Nunavik-Hi            |
| U+1576 (5494) | ᕶ               | CANADIAN SYLLABICS NUNAVIK HII                         | Kanadisches Silbenzeichen Nunavik-Hii           |
| U+1577 (5495) | ᕷ               | CANADIAN SYLLABICS NUNAVIK HO                          | Kanadisches Silbenzeichen Nunavik-Ho            |
| U+1578 (5496) | ᕸ               | CANADIAN SYLLABICS NUNAVIK HOO                         | Kanadisches Silbenzeichen Nunavik-Hoo           |
| U+1579 (5497) | ᕹ               | CANADIAN SYLLABICS NUNAVIK HA                          | Kanadisches Silbenzeichen Nunavik-Ha            |
| U+157A (5498) | ᕺ               | CANADIAN SYLLABICS NUNAVIK HAA                         | Kanadisches Silbenzeichen Nunavik-Haa           |
| U+157B (5499) | ᕻ               | CANADIAN SYLLABICS NUNAVIK H                           | Kanadisches Silbenzeichen Nunavik-H             |
| U+157C (5500) | ᕼ               | CANADIAN SYLLABICS NUNAVUT H                           | Kanadisches Silbenzeichen Nunavut-H             |
| U+157D (5501) | ᕽ               | CANADIAN SYLLABICS HK                                  | Kanadisches Silbenzeichen Hk                    |
| U+157E (5502) | ᕾ               | CANADIAN SYLLABICS QAAI                                | Kanadisches Silbenzeichen Qaai                  |
| U+157F (5503) | ᕿ               | CANADIAN SYLLABICS QI                                  | Kanadisches Silbenzeichen Qi                    |
| U+1580 (5504) | ᖀ               | CANADIAN SYLLABICS QII                                 | Kanadisches Silbenzeichen Qii                   |
| U+1581 (5505) | ᖁ               | CANADIAN SYLLABICS QO                                  | Kanadisches Silbenzeichen Qo                    |
| U+1582 (5506) | ᖂ               | CANADIAN SYLLABICS QOO                                 | Kanadisches Silbenzeichen Qoo                   |
| U+1583 (5507) | ᖃ               | CANADIAN SYLLABICS QA                                  | Kanadisches Silbenzeichen Qa                    |
| U+1584 (5508) | ᖄ               | CANADIAN SYLLABICS QAA                                 | Kanadisches Silbenzeichen Qaa                   |
| U+1585 (5509) | ᖅ               | CANADIAN SYLLABICS Q                                   | Kanadisches Silbenzeichen Q                     |
| U+1586 (5510) | ᖆ               | CANADIAN SYLLABICS TLHE                                | Kanadisches Silbenzeichen Tlhe                  |
| U+1587 (5511) | ᖇ               | CANADIAN SYLLABICS TLHI                                | Kanadisches Silbenzeichen Tlhi                  |
| U+1588 (5512) | ᖈ               | CANADIAN SYLLABICS TLHO                                | Kanadisches Silbenzeichen Tlho                  |
| U+1589 (5513) | ᖉ               | CANADIAN SYLLABICS TLHA                                | Kanadisches Silbenzeichen Tlha                  |
| U+158A (5514) | ᖊ               | CANADIAN SYLLABICS WEST-CREE RE                        | Kanadisches Silbenzeichen Westcree-Re           |
| U+158B (5515) | ᖋ               | CANADIAN SYLLABICS WEST-CREE RI                        | Kanadisches Silbenzeichen Westcree-Ri           |
| U+158C (5516) | ᖌ               | CANADIAN SYLLABICS WEST-CREE RO                        | Kanadisches Silbenzeichen Westcree-Ro           |
| U+158D (5517) | ᖍ               | CANADIAN SYLLABICS WEST-CREE RA                        | Kanadisches Silbenzeichen Westcree-Ra           |
| U+158E (5518) | ᖎ               | CANADIAN SYLLABICS NGAAI                               | Kanadisches Silbenzeichen Ngaai                 |
| U+158F (5519) | ᖏ               | CANADIAN SYLLABICS NGI                                 | Kanadisches Silbenzeichen Ngi                   |
| U+1590 (5520) | ᖐ               | CANADIAN SYLLABICS NGII                                | Kanadisches Silbenzeichen Ngii                  |
| U+1591 (5521) | ᖑ               | CANADIAN SYLLABICS NGO                                 | Kanadisches Silbenzeichen Ngo                   |
| U+1592 (5522) | ᖒ               | CANADIAN SYLLABICS NGOO                                | Kanadisches Silbenzeichen Ngoo                  |
| U+1593 (5523) | ᖓ               | CANADIAN SYLLABICS NGA                                 | Kanadisches Silbenzeichen Nga                   |
| U+1594 (5524) | ᖔ               | CANADIAN SYLLABICS NGAA                                | Kanadisches Silbenzeichen Ngaa                  |
| U+1595 (5525) | ᖕ               | CANADIAN SYLLABICS NG                                  | Kanadisches Silbenzeichen Ng                    |
| U+1596 (5526) | ᖖ               | CANADIAN SYLLABICS NNG                                 | Kanadisches Silbenzeichen Nng                   |
| U+1597 (5527) | ᖗ               | CANADIAN SYLLABICS SAYISI SHE                          | Kanadisches Silbenzeichen Sayisi-She            |
| U+1598 (5528) | ᖘ               | CANADIAN SYLLABICS SAYISI SHI                          | Kanadisches Silbenzeichen Sayisi-Shi            |
| U+1599 (5529) | ᖙ               | CANADIAN SYLLABICS SAYISI SHO                          | Kanadisches Silbenzeichen Sayisi-Sho            |
| U+159A (5530) | ᖚ               | CANADIAN SYLLABICS SAYISI SHA                          | Kanadisches Silbenzeichen Sayisi-Sha            |
| U+159B (5531) | ᖛ               | CANADIAN SYLLABICS WOODS-CREE THE                      | Kanadisches Silbenzeichen Woodscree-The         |
| U+159C (5532) | ᖜ               | CANADIAN SYLLABICS WOODS-CREE THI                      | Kanadisches Silbenzeichen Woodscree-Thi         |
| U+159D (5533) | ᖝ               | CANADIAN SYLLABICS WOODS-CREE THO                      | Kanadisches Silbenzeichen Woodscree-Tho         |
| U+159E (5534) | ᖞ               | CANADIAN SYLLABICS WOODS-CREE THA                      | Kanadisches Silbenzeichen Woodscree-Tha         |
| U+159F (5535) | ᖟ               | CANADIAN SYLLABICS WOODS-CREE TH                       | Kanadisches Silbenzeichen Woodscree-Th          |
| U+15A0 (5536) | ᖠ               | CANADIAN SYLLABICS LHI                                 | Kanadisches Silbenzeichen Lhi                   |
| U+15A1 (5537) | ᖡ               | CANADIAN SYLLABICS LHII                                | Kanadisches Silbenzeichen Lhii                  |
| U+15A2 (5538) | ᖢ               | CANADIAN SYLLABICS LHO                                 | Kanadisches Silbenzeichen Lho                   |
| U+15A3 (5539) | ᖣ               | CANADIAN SYLLABICS LHOO                                | Kanadisches Silbenzeichen Lhoo                  |
| U+15A4 (5540) | ᖤ               | CANADIAN SYLLABICS LHA                                 | Kanadisches Silbenzeichen Lha                   |
| U+15A5 (5541) | ᖥ               | CANADIAN SYLLABICS LHAA                                | Kanadisches Silbenzeichen Lhaa                  |
| U+15A6 (5542) | ᖦ               | CANADIAN SYLLABICS LH                                  | Kanadisches Silbenzeichen Lh                    |
| U+15A7 (5543) | ᖧ               | CANADIAN SYLLABICS TH-CREE THE                         | Kanadisches Silbenzeichen Th-Cree-The           |
| U+15A8 (5544) | ᖨ               | CANADIAN SYLLABICS TH-CREE THI                         | Kanadisches Silbenzeichen Th-Cree-Thi           |
| U+15A9 (5545) | ᖩ               | CANADIAN SYLLABICS TH-CREE THII                        | Kanadisches Silbenzeichen Th-Cree-Thii          |
| U+15AA (5546) | ᖪ               | CANADIAN SYLLABICS TH-CREE THO                         | Kanadisches Silbenzeichen Th-Cree-Tho           |
| U+15AB (5547) | ᖫ               | CANADIAN SYLLABICS TH-CREE THOO                        | Kanadisches Silbenzeichen Th-Cree-Thoo          |
| U+15AC (5548) | ᖬ               | CANADIAN SYLLABICS TH-CREE THA                         | Kanadisches Silbenzeichen Th-Cree-Tha           |
| U+15AD (5549) | ᖭ               | CANADIAN SYLLABICS TH-CREE THAA                        | Kanadisches Silbenzeichen Th-Cree-Thaa          |
| U+15AE (5550) | ᖮ               | CANADIAN SYLLABICS TH-CREE TH                          | Kanadisches Silbenzeichen Th-Cree-Th            |
| U+15AF (5551) | ᖯ               | CANADIAN SYLLABICS AIVILIK B                           | Kanadisches Silbenzeichen Aivilik-B             |
| U+15B0 (5552) | ᖰ               | CANADIAN SYLLABICS BLACKFOOT E                         | Kanadisches Silbenzeichen Blackfoot-E           |
| U+15B1 (5553) | ᖱ               | CANADIAN SYLLABICS BLACKFOOT I                         | Kanadisches Silbenzeichen Blackfoot-I           |
| U+15B2 (5554) | ᖲ               | CANADIAN SYLLABICS BLACKFOOT O                         | Kanadisches Silbenzeichen Blackfoot-O           |
| U+15B3 (5555) | ᖳ               | CANADIAN SYLLABICS BLACKFOOT A                         | Kanadisches Silbenzeichen Blackfoot-A           |
| U+15B4 (5556) | ᖴ               | CANADIAN SYLLABICS BLACKFOOT WE                        | Kanadisches Silbenzeichen Blackfoot-We          |
| U+15B5 (5557) | ᖵ               | CANADIAN SYLLABICS BLACKFOOT WI                        | Kanadisches Silbenzeichen Blackfoot-Wi          |
| U+15B6 (5558) | ᖶ               | CANADIAN SYLLABICS BLACKFOOT WO                        | Kanadisches Silbenzeichen Blackfoot-Wo          |
| U+15B7 (5559) | ᖷ               | CANADIAN SYLLABICS BLACKFOOT WA                        | Kanadisches Silbenzeichen Blackfoot-Wa          |
| U+15B8 (5560) | ᖸ               | CANADIAN SYLLABICS BLACKFOOT NE                        | Kanadisches Silbenzeichen Blackfoot-Ne          |
| U+15B9 (5561) | ᖹ               | CANADIAN SYLLABICS BLACKFOOT NI                        | Kanadisches Silbenzeichen Blackfoot-Ni          |
| U+15BA (5562) | ᖺ               | CANADIAN SYLLABICS BLACKFOOT NO                        | Kanadisches Silbenzeichen Blackfoot-No          |
| U+15BB (5563) | ᖻ               | CANADIAN SYLLABICS BLACKFOOT NA                        | Kanadisches Silbenzeichen Blackfoot-Na          |
| U+15BC (5564) | ᖼ               | CANADIAN SYLLABICS BLACKFOOT KE                        | Kanadisches Silbenzeichen Blackfoot-Ke          |
| U+15BD (5565) | ᖽ               | CANADIAN SYLLABICS BLACKFOOT KI                        | Kanadisches Silbenzeichen Blackfoot-Ki          |
| U+15BE (5566) | ᖾ               | CANADIAN SYLLABICS BLACKFOOT KO                        | Kanadisches Silbenzeichen Blackfoot-Ko          |
| U+15BF (5567) | ᖿ               | CANADIAN SYLLABICS BLACKFOOT KA                        | Kanadisches Silbenzeichen Blackfoot-Ka          |
| U+15C0 (5568) | ᗀ               | CANADIAN SYLLABICS SAYISI HE                           | Kanadisches Silbenzeichen Sayisi-He             |
| U+15C1 (5569) | ᗁ               | CANADIAN SYLLABICS SAYISI HI                           | Kanadisches Silbenzeichen Sayisi-Hi             |
| U+15C2 (5570) | ᗂ               | CANADIAN SYLLABICS SAYISI HO                           | Kanadisches Silbenzeichen Sayisi-Ho             |
| U+15C3 (5571) | ᗃ               | CANADIAN SYLLABICS SAYISI HA                           | Kanadisches Silbenzeichen Sayisi-Ha             |
| U+15C4 (5572) | ᗄ               | CANADIAN SYLLABICS CARRIER GHU                         | Kanadisches Silbenzeichen Dakelh-Ghu            |
| U+15C5 (5573) | ᗅ               | CANADIAN SYLLABICS CARRIER GHO                         | Kanadisches Silbenzeichen Dakelh-Gho            |
| U+15C6 (5574) | ᗆ               | CANADIAN SYLLABICS CARRIER GHE                         | Kanadisches Silbenzeichen Dakelh-Ghe            |
| U+15C7 (5575) | ᗇ               | CANADIAN SYLLABICS CARRIER GHEE                        | Kanadisches Silbenzeichen Dakelh-Ghee           |
| U+15C8 (5576) | ᗈ               | CANADIAN SYLLABICS CARRIER GHI                         | Kanadisches Silbenzeichen Dakelh-Ghi            |
| U+15C9 (5577) | ᗉ               | CANADIAN SYLLABICS CARRIER GHA                         | Kanadisches Silbenzeichen Dakelh-Gha            |
| U+15CA (5578) | ᗊ               | CANADIAN SYLLABICS CARRIER RU                          | Kanadisches Silbenzeichen Dakelh-Ru             |
| U+15CB (5579) | ᗋ               | CANADIAN SYLLABICS CARRIER RO                          | Kanadisches Silbenzeichen Dakelh-Ro             |
| U+15CC (5580) | ᗌ               | CANADIAN SYLLABICS CARRIER RE                          | Kanadisches Silbenzeichen Dakelh-Re             |
| U+15CD (5581) | ᗍ               | CANADIAN SYLLABICS CARRIER REE                         | Kanadisches Silbenzeichen Dakelh-Ree            |
| U+15CE (5582) | ᗎ               | CANADIAN SYLLABICS CARRIER RI                          | Kanadisches Silbenzeichen Dakelh-Ri             |
| U+15CF (5583) | ᗏ               | CANADIAN SYLLABICS CARRIER RA                          | Kanadisches Silbenzeichen Dakelh-Ra             |
| U+15D0 (5584) | ᗐ               | CANADIAN SYLLABICS CARRIER WU                          | Kanadisches Silbenzeichen Dakelh-Wu             |
| U+15D1 (5585) | ᗑ               | CANADIAN SYLLABICS CARRIER WO                          | Kanadisches Silbenzeichen Dakelh-Wo             |
| U+15D2 (5586) | ᗒ               | CANADIAN SYLLABICS CARRIER WE                          | Kanadisches Silbenzeichen Dakelh-We             |
| U+15D3 (5587) | ᗓ               | CANADIAN SYLLABICS CARRIER WEE                         | Kanadisches Silbenzeichen Dakelh-Wee            |
| U+15D4 (5588) | ᗔ               | CANADIAN SYLLABICS CARRIER WI                          | Kanadisches Silbenzeichen Dakelh-Wi             |
| U+15D5 (5589) | ᗕ               | CANADIAN SYLLABICS CARRIER WA                          | Kanadisches Silbenzeichen Dakelh-Wa             |
| U+15D6 (5590) | ᗖ               | CANADIAN SYLLABICS CARRIER HWU                         | Kanadisches Silbenzeichen Dakelh-Hwu            |
| U+15D7 (5591) | ᗗ               | CANADIAN SYLLABICS CARRIER HWO                         | Kanadisches Silbenzeichen Dakelh-Hwo            |
| U+15D8 (5592) | ᗘ               | CANADIAN SYLLABICS CARRIER HWE                         | Kanadisches Silbenzeichen Dakelh-Hwe            |
| U+15D9 (5593) | ᗙ               | CANADIAN SYLLABICS CARRIER HWEE                        | Kanadisches Silbenzeichen Dakelh-Hwee           |
| U+15DA (5594) | ᗚ               | CANADIAN SYLLABICS CARRIER HWI                         | Kanadisches Silbenzeichen Dakelh-Hwi            |
| U+15DB (5595) | ᗛ               | CANADIAN SYLLABICS CARRIER HWA                         | Kanadisches Silbenzeichen Dakelh-Hwa            |
| U+15DC (5596) | ᗜ               | CANADIAN SYLLABICS CARRIER THU                         | Kanadisches Silbenzeichen Dakelh-Thu            |
| U+15DD (5597) | ᗝ               | CANADIAN SYLLABICS CARRIER THO                         | Kanadisches Silbenzeichen Dakelh-Tho            |
| U+15DE (5598) | ᗞ               | CANADIAN SYLLABICS CARRIER THE                         | Kanadisches Silbenzeichen Dakelh-The            |
| U+15DF (5599) | ᗟ               | CANADIAN SYLLABICS CARRIER THEE                        | Kanadisches Silbenzeichen Dakelh-Thee           |
| U+15E0 (5600) | ᗠ               | CANADIAN SYLLABICS CARRIER THI                         | Kanadisches Silbenzeichen Dakelh-Thi            |
| U+15E1 (5601) | ᗡ               | CANADIAN SYLLABICS CARRIER THA                         | Kanadisches Silbenzeichen Dakelh-Tha            |
| U+15E2 (5602) | ᗢ               | CANADIAN SYLLABICS CARRIER TTU                         | Kanadisches Silbenzeichen Dakelh-Ttu            |
| U+15E3 (5603) | ᗣ               | CANADIAN SYLLABICS CARRIER TTO                         | Kanadisches Silbenzeichen Dakelh-Tto            |
| U+15E4 (5604) | ᗤ               | CANADIAN SYLLABICS CARRIER TTE                         | Kanadisches Silbenzeichen Dakelh-Tte            |
| U+15E5 (5605) | ᗥ               | CANADIAN SYLLABICS CARRIER TTEE                        | Kanadisches Silbenzeichen Dakelh-Ttee           |
| U+15E6 (5606) | ᗦ               | CANADIAN SYLLABICS CARRIER TTI                         | Kanadisches Silbenzeichen Dakelh-Tti            |
| U+15E7 (5607) | ᗧ               | CANADIAN SYLLABICS CARRIER TTA                         | Kanadisches Silbenzeichen Dakelh-Tta            |
| U+15E8 (5608) | ᗨ               | CANADIAN SYLLABICS CARRIER PU                          | Kanadisches Silbenzeichen Dakelh-Pu             |
| U+15E9 (5609) | ᗩ               | CANADIAN SYLLABICS CARRIER PO                          | Kanadisches Silbenzeichen Dakelh-Po             |
| U+15EA (5610) | ᗪ               | CANADIAN SYLLABICS CARRIER PE                          | Kanadisches Silbenzeichen Dakelh-Pe             |
| U+15EB (5611) | ᗫ               | CANADIAN SYLLABICS CARRIER PEE                         | Kanadisches Silbenzeichen Dakelh-Pee            |
| U+15EC (5612) | ᗬ               | CANADIAN SYLLABICS CARRIER PI                          | Kanadisches Silbenzeichen Dakelh-Pe             |
| U+15ED (5613) | ᗭ               | CANADIAN SYLLABICS CARRIER PA                          | Kanadisches Silbenzeichen Dakelh-Pa             |
| U+15EE (5614) | ᗮ               | CANADIAN SYLLABICS CARRIER P                           | Kanadisches Silbenzeichen Dakelh-P              |
| U+15EF (5615) | ᗯ               | CANADIAN SYLLABICS CARRIER GU                          | Kanadisches Silbenzeichen Dakelh-Gu             |
| U+15F0 (5616) | ᗰ               | CANADIAN SYLLABICS CARRIER GO                          | Kanadisches Silbenzeichen Dakelh-Go             |
| U+15F1 (5617) | ᗱ               | CANADIAN SYLLABICS CARRIER GE                          | Kanadisches Silbenzeichen Dakelh-Ge             |
| U+15F2 (5618) | ᗲ               | CANADIAN SYLLABICS CARRIER GEE                         | Kanadisches Silbenzeichen Dakelh-Gee            |
| U+15F3 (5619) | ᗳ               | CANADIAN SYLLABICS CARRIER GI                          | Kanadisches Silbenzeichen Dakelh-Gi             |
| U+15F4 (5620) | ᗴ               | CANADIAN SYLLABICS CARRIER GA                          | Kanadisches Silbenzeichen Dakelh-Ga             |
| U+15F5 (5621) | ᗵ               | CANADIAN SYLLABICS CARRIER KHU                         | Kanadisches Silbenzeichen Dakelh-Khu            |
| U+15F6 (5622) | ᗶ               | CANADIAN SYLLABICS CARRIER KHO                         | Kanadisches Silbenzeichen Dakelh-Kho            |
| U+15F7 (5623) | ᗷ               | CANADIAN SYLLABICS CARRIER KHE                         | Kanadisches Silbenzeichen Dakelh-Khe            |
| U+15F8 (5624) | ᗸ               | CANADIAN SYLLABICS CARRIER KHEE                        | Kanadisches Silbenzeichen Dakelh-Khee           |
| U+15F9 (5625) | ᗹ               | CANADIAN SYLLABICS CARRIER KHI                         | Kanadisches Silbenzeichen Dakelh-Khi            |
| U+15FA (5626) | ᗺ               | CANADIAN SYLLABICS CARRIER KHA                         | Kanadisches Silbenzeichen Dakelh-Kha            |
| U+15FB (5627) | ᗻ               | CANADIAN SYLLABICS CARRIER KKU                         | Kanadisches Silbenzeichen Dakelh-Kku            |
| U+15FC (5628) | ᗼ               | CANADIAN SYLLABICS CARRIER KKO                         | Kanadisches Silbenzeichen Dakelh-Kko            |
| U+15FD (5629) | ᗽ               | CANADIAN SYLLABICS CARRIER KKE                         | Kanadisches Silbenzeichen Dakelh-Kke            |
| U+15FE (5630) | ᗾ               | CANADIAN SYLLABICS CARRIER KKEE                        | Kanadisches Silbenzeichen Dakelh-Kkee           |
| U+15FF (5631) | ᗿ               | CANADIAN SYLLABICS CARRIER KKI                         | Kanadisches Silbenzeichen Dakelh-Kki            |
| U+1600 (5632) | ᘀ               | CANADIAN SYLLABICS CARRIER KKA                         | Kanadisches Silbenzeichen Dakelh-Kka            |
| U+1601 (5633) | ᘁ               | CANADIAN SYLLABICS CARRIER KK                          | Kanadisches Silbenzeichen Dakelh-Kk             |
| U+1602 (5634) | ᘂ               | CANADIAN SYLLABICS CARRIER NU                          | Kanadisches Silbenzeichen Dakelh-Nu             |
| U+1603 (5635) | ᘃ               | CANADIAN SYLLABICS CARRIER NO                          | Kanadisches Silbenzeichen Dakelh-No             |
| U+1604 (5636) | ᘄ               | CANADIAN SYLLABICS CARRIER NE                          | Kanadisches Silbenzeichen Dakelh-Ne             |
| U+1605 (5637) | ᘅ               | CANADIAN SYLLABICS CARRIER NEE                         | Kanadisches Silbenzeichen Dakelh-Nee            |
| U+1606 (5638) | ᘆ               | CANADIAN SYLLABICS CARRIER NI                          | Kanadisches Silbenzeichen Dakelh-Ni             |
| U+1607 (5639) | ᘇ               | CANADIAN SYLLABICS CARRIER NA                          | Kanadisches Silbenzeichen Dakelh-Na             |
| U+1608 (5640) | ᘈ               | CANADIAN SYLLABICS CARRIER MU                          | Kanadisches Silbenzeichen Dakelh-Mu             |
| U+1609 (5641) | ᘉ               | CANADIAN SYLLABICS CARRIER MO                          | Kanadisches Silbenzeichen Dakelh-Mo             |
| U+160A (5642) | ᘊ               | CANADIAN SYLLABICS CARRIER ME                          | Kanadisches Silbenzeichen Dakelh-Me             |
| U+160B (5643) | ᘋ               | CANADIAN SYLLABICS CARRIER MEE                         | Kanadisches Silbenzeichen Dakelh-Mee            |
| U+160C (5644) | ᘌ               | CANADIAN SYLLABICS CARRIER MI                          | Kanadisches Silbenzeichen Dakelh-Mi             |
| U+160D (5645) | ᘍ               | CANADIAN SYLLABICS CARRIER MA                          | Kanadisches Silbenzeichen Dakelh-Ma             |
| U+160E (5646) | ᘎ               | CANADIAN SYLLABICS CARRIER YU                          | Kanadisches Silbenzeichen Dakelh-Yu             |
| U+160F (5647) | ᘏ               | CANADIAN SYLLABICS CARRIER YO                          | Kanadisches Silbenzeichen Dakelh-Yo             |
| U+1610 (5648) | ᘐ               | CANADIAN SYLLABICS CARRIER YE                          | Kanadisches Silbenzeichen Dakelh-Ye             |
| U+1611 (5649) | ᘑ               | CANADIAN SYLLABICS CARRIER YEE                         | Kanadisches Silbenzeichen Dakelh-Yee            |
| U+1612 (5650) | ᘒ               | CANADIAN SYLLABICS CARRIER YI                          | Kanadisches Silbenzeichen Dakelh-Yi             |
| U+1613 (5651) | ᘓ               | CANADIAN SYLLABICS CARRIER YA                          | Kanadisches Silbenzeichen Dakelh-Ya             |
| U+1614 (5652) | ᘔ               | CANADIAN SYLLABICS CARRIER JU                          | Kanadisches Silbenzeichen Dakelh-Ju             |
| U+1615 (5653) | ᘕ               | CANADIAN SYLLABICS SAYISI JU                           | Kanadisches Silbenzeichen Sayisi-Ju             |
| U+1616 (5654) | ᘖ               | CANADIAN SYLLABICS CARRIER JO                          | Kanadisches Silbenzeichen Dakelh-Jo             |
| U+1617 (5655) | ᘗ               | CANADIAN SYLLABICS CARRIER JE                          | Kanadisches Silbenzeichen Dakelh-Je             |
| U+1618 (5656) | ᘘ               | CANADIAN SYLLABICS CARRIER JEE                         | Kanadisches Silbenzeichen Dakelh-Jee            |
| U+1619 (5657) | ᘙ               | CANADIAN SYLLABICS CARRIER JI                          | Kanadisches Silbenzeichen Dakelh-Ji             |
| U+161A (5658) | ᘚ               | CANADIAN SYLLABICS SAYISI JI                           | Kanadisches Silbenzeichen Sayisi-Ji             |
| U+161B (5659) | ᘛ               | CANADIAN SYLLABICS CARRIER JA                          | Kanadisches Silbenzeichen Dakelh-Ja             |
| U+161C (5660) | ᘜ               | CANADIAN SYLLABICS CARRIER JJU                         | Kanadisches Silbenzeichen Dakelh-Jju            |
| U+161D (5661) | ᘝ               | CANADIAN SYLLABICS CARRIER JJO                         | Kanadisches Silbenzeichen Dakelh-Jjo            |
| U+161E (5662) | ᘞ               | CANADIAN SYLLABICS CARRIER JJE                         | Kanadisches Silbenzeichen Dakelh-Jje            |
| U+161F (5663) | ᘟ               | CANADIAN SYLLABICS CARRIER JJEE                        | Kanadisches Silbenzeichen Dakelh-Jjee           |
| U+1620 (5664) | ᘠ               | CANADIAN SYLLABICS CARRIER JJI                         | Kanadisches Silbenzeichen Dakelh-Jji            |
| U+1621 (5665) | ᘡ               | CANADIAN SYLLABICS CARRIER JJA                         | Kanadisches Silbenzeichen Dakelh-Jja            |
| U+1622 (5666) | ᘢ               | CANADIAN SYLLABICS CARRIER LU                          | Kanadisches Silbenzeichen Dakelh-Lu             |
| U+1623 (5667) | ᘣ               | CANADIAN SYLLABICS CARRIER LO                          | Kanadisches Silbenzeichen Dakelh-Lo             |
| U+1624 (5668) | ᘤ               | CANADIAN SYLLABICS CARRIER LE                          | Kanadisches Silbenzeichen Dakelh-Le             |
| U+1625 (5669) | ᘥ               | CANADIAN SYLLABICS CARRIER LEE                         | Kanadisches Silbenzeichen Dakelh-Lee            |
| U+1626 (5670) | ᘦ               | CANADIAN SYLLABICS CARRIER LI                          | Kanadisches Silbenzeichen Dakelh-Li             |
| U+1627 (5671) | ᘧ               | CANADIAN SYLLABICS CARRIER LA                          | Kanadisches Silbenzeichen Dakelh-La             |
| U+1628 (5672) | ᘨ               | CANADIAN SYLLABICS CARRIER DLU                         | Kanadisches Silbenzeichen Dakelh-Dlu            |
| U+1629 (5673) | ᘩ               | CANADIAN SYLLABICS CARRIER DLO                         | Kanadisches Silbenzeichen Dakelh-Dlo            |
| U+162A (5674) | ᘪ               | CANADIAN SYLLABICS CARRIER DLE                         | Kanadisches Silbenzeichen Dakelh-Dle            |
| U+162B (5675) | ᘫ               | CANADIAN SYLLABICS CARRIER DLEE                        | Kanadisches Silbenzeichen Dakelh-Dlee           |
| U+162C (5676) | ᘬ               | CANADIAN SYLLABICS CARRIER DLI                         | Kanadisches Silbenzeichen Dakelh-DLi            |
| U+162D (5677) | ᘭ               | CANADIAN SYLLABICS CARRIER DLA                         | Kanadisches Silbenzeichen Dakelh-Dla            |
| U+162E (5678) | ᘮ               | CANADIAN SYLLABICS CARRIER LHU                         | Kanadisches Silbenzeichen Dakelh-Lhu            |
| U+162F (5679) | ᘯ               | CANADIAN SYLLABICS CARRIER LHO                         | Kanadisches Silbenzeichen Dakelh-Lho            |
| U+1630 (5680) | ᘰ               | CANADIAN SYLLABICS CARRIER LHE                         | Kanadisches Silbenzeichen Dakelh-Lhe            |
| U+1631 (5681) | ᘱ               | CANADIAN SYLLABICS CARRIER LHEE                        | Kanadisches Silbenzeichen Dakelh-Lhee           |
| U+1632 (5682) | ᘲ               | CANADIAN SYLLABICS CARRIER LHI                         | Kanadisches Silbenzeichen Dakelh-Lhi            |
| U+1633 (5683) | ᘳ               | CANADIAN SYLLABICS CARRIER LHA                         | Kanadisches Silbenzeichen Dakelh-Lha            |
| U+1634 (5684) | ᘴ               | CANADIAN SYLLABICS CARRIER TLHU                        | Kanadisches Silbenzeichen Dakelh-Tlhu           |
| U+1635 (5685) | ᘵ               | CANADIAN SYLLABICS CARRIER TLHO                        | Kanadisches Silbenzeichen Dakelh-Tlho           |
| U+1636 (5686) | ᘶ               | CANADIAN SYLLABICS CARRIER TLHE                        | Kanadisches Silbenzeichen Dakelh-Tlhe           |
| U+1637 (5687) | ᘷ               | CANADIAN SYLLABICS CARRIER TLHEE                       | Kanadisches Silbenzeichen Dakelh-Tlhee          |
| U+1638 (5688) | ᘸ               | CANADIAN SYLLABICS CARRIER TLHI                        | Kanadisches Silbenzeichen Dakelh-Tlhi           |
| U+1639 (5689) | ᘹ               | CANADIAN SYLLABICS CARRIER TLHA                        | Kanadisches Silbenzeichen Dakelh-Tlha           |
| U+163A (5690) | ᘺ               | CANADIAN SYLLABICS CARRIER TLU                         | Kanadisches Silbenzeichen Dakelh-Tlu            |
| U+163B (5691) | ᘻ               | CANADIAN SYLLABICS CARRIER TLO                         | Kanadisches Silbenzeichen Dakelh-Tlo            |
| U+163C (5692) | ᘼ               | CANADIAN SYLLABICS CARRIER TLE                         | Kanadisches Silbenzeichen Dakelh-Tle            |
| U+163D (5693) | ᘽ               | CANADIAN SYLLABICS CARRIER TLEE                        | Kanadisches Silbenzeichen Dakelh-Tlee           |
| U+163E (5694) | ᘾ               | CANADIAN SYLLABICS CARRIER TLI                         | Kanadisches Silbenzeichen Dakelh-Tli            |
| U+163F (5695) | ᘿ               | CANADIAN SYLLABICS CARRIER TLA                         | Kanadisches Silbenzeichen Dakelh-Tla            |
| U+1640 (5696) | ᙀ               | CANADIAN SYLLABICS CARRIER ZU                          | Kanadisches Silbenzeichen Dakelh-Zu             |
| U+1641 (5697) | ᙁ               | CANADIAN SYLLABICS CARRIER ZO                          | Kanadisches Silbenzeichen Dakelh-Zo             |
| U+1642 (5698) | ᙂ               | CANADIAN SYLLABICS CARRIER ZE                          | Kanadisches Silbenzeichen Dakelh-Ze             |
| U+1643 (5699) | ᙃ               | CANADIAN SYLLABICS CARRIER ZEE                         | Kanadisches Silbenzeichen Dakelh-Zee            |
| U+1644 (5700) | ᙄ               | CANADIAN SYLLABICS CARRIER ZI                          | Kanadisches Silbenzeichen Dakelh-Zi             |
| U+1645 (5701) | ᙅ               | CANADIAN SYLLABICS CARRIER ZA                          | Kanadisches Silbenzeichen Dakelh-Za             |
| U+1646 (5702) | ᙆ               | CANADIAN SYLLABICS CARRIER Z                           | Kanadisches Silbenzeichen Dakelh-Z              |
| U+1647 (5703) | ᙇ               | CANADIAN SYLLABICS CARRIER INITIAL Z                   | Kanadisches Silbenzeichen Dakelh-beginnendes Z  |
| U+1648 (5704) | ᙈ               | CANADIAN SYLLABICS CARRIER DZU                         | Kanadisches Silbenzeichen Dakelh-Dzu            |
| U+1649 (5705) | ᙉ               | CANADIAN SYLLABICS CARRIER DZO                         | Kanadisches Silbenzeichen Dakelh-Dzo            |
| U+164A (5706) | ᙊ               | CANADIAN SYLLABICS CARRIER DZE                         | Kanadisches Silbenzeichen Dakelh-Dze            |
| U+164B (5707) | ᙋ               | CANADIAN SYLLABICS CARRIER DZEE                        | Kanadisches Silbenzeichen Dakelh-Dzee           |
| U+164C (5708) | ᙌ               | CANADIAN SYLLABICS CARRIER DZI                         | Kanadisches Silbenzeichen Dakelh-Dzi            |
| U+164D (5709) | ᙍ               | CANADIAN SYLLABICS CARRIER DZA                         | Kanadisches Silbenzeichen Dakelh-Dza            |
| U+164E (5710) | ᙎ               | CANADIAN SYLLABICS CARRIER SU                          | Kanadisches Silbenzeichen Dakelh-Su             |
| U+164F (5711) | ᙏ               | CANADIAN SYLLABICS CARRIER SO                          | Kanadisches Silbenzeichen Dakelh-So             |
| U+1650 (5712) | ᙐ               | CANADIAN SYLLABICS CARRIER SE                          | Kanadisches Silbenzeichen Dakelh-Se             |
| U+1651 (5713) | ᙑ               | CANADIAN SYLLABICS CARRIER SEE                         | Kanadisches Silbenzeichen Dakelh-See            |
| U+1652 (5714) | ᙒ               | CANADIAN SYLLABICS CARRIER SI                          | Kanadisches Silbenzeichen Dakelh-Si             |
| U+1653 (5715) | ᙓ               | CANADIAN SYLLABICS CARRIER SA                          | Kanadisches Silbenzeichen Dakelh-Sa             |
| U+1654 (5716) | ᙔ               | CANADIAN SYLLABICS CARRIER SHU                         | Kanadisches Silbenzeichen Dakelh-Shu            |
| U+1655 (5717) | ᙕ               | CANADIAN SYLLABICS CARRIER SHO                         | Kanadisches Silbenzeichen Dakelh-Sho            |
| U+1656 (5718) | ᙖ               | CANADIAN SYLLABICS CARRIER SHE                         | Kanadisches Silbenzeichen Dakelh-She            |
| U+1657 (5719) | ᙗ               | CANADIAN SYLLABICS CARRIER SHEE                        | Kanadisches Silbenzeichen Dakelh-Shee           |
| U+1658 (5720) | ᙘ               | CANADIAN SYLLABICS CARRIER SHI                         | Kanadisches Silbenzeichen Dakelh-Shi            |
| U+1659 (5721) | ᙙ               | CANADIAN SYLLABICS CARRIER SHA                         | Kanadisches Silbenzeichen Dakelh-Sha            |
| U+165A (5722) | ᙚ               | CANADIAN SYLLABICS CARRIER SH                          | Kanadisches Silbenzeichen Dakelh-Sh             |
| U+165B (5723) | ᙛ               | CANADIAN SYLLABICS CARRIER TSU                         | Kanadisches Silbenzeichen Dakelh-Tsu            |
| U+165C (5724) | ᙜ               | CANADIAN SYLLABICS CARRIER TSO                         | Kanadisches Silbenzeichen Dakelh-Tso            |
| U+165D (5725) | ᙝ               | CANADIAN SYLLABICS CARRIER TSE                         | Kanadisches Silbenzeichen Dakelh-Tse            |
| U+165E (5726) | ᙞ               | CANADIAN SYLLABICS CARRIER TSEE                        | Kanadisches Silbenzeichen Dakelh-Tsee           |
| U+165F (5727) | ᙟ               | CANADIAN SYLLABICS CARRIER TSI                         | Kanadisches Silbenzeichen Dakelh-Tsi            |
| U+1660 (5728) | ᙠ               | CANADIAN SYLLABICS CARRIER TSA                         | Kanadisches Silbenzeichen Dakelh-Tsa            |
| U+1661 (5729) | ᙡ               | CANADIAN SYLLABICS CARRIER CHU                         | Kanadisches Silbenzeichen Dakelh-Chu            |
| U+1662 (5730) | ᙢ               | CANADIAN SYLLABICS CARRIER CHO                         | Kanadisches Silbenzeichen Dakelh-Cho            |
| U+1663 (5731) | ᙣ               | CANADIAN SYLLABICS CARRIER CHE                         | Kanadisches Silbenzeichen Dakelh-Che            |
| U+1664 (5732) | ᙤ               | CANADIAN SYLLABICS CARRIER CHEE                        | Kanadisches Silbenzeichen Dakelh-Chee           |
| U+1665 (5733) | ᙥ               | CANADIAN SYLLABICS CARRIER CHI                         | Kanadisches Silbenzeichen Dakelh-Chi            |
| U+1666 (5734) | ᙦ               | CANADIAN SYLLABICS CARRIER CHA                         | Kanadisches Silbenzeichen Dakelh-Cha            |
| U+1667 (5735) | ᙧ               | CANADIAN SYLLABICS CARRIER TTSU                        | Kanadisches Silbenzeichen Dakelh-Ttsu           |
| U+1668 (5736) | ᙨ               | CANADIAN SYLLABICS CARRIER TTSO                        | Kanadisches Silbenzeichen Dakelh-Ttso           |
| U+1669 (5737) | ᙩ               | CANADIAN SYLLABICS CARRIER TTSE                        | Kanadisches Silbenzeichen Dakelh-Ttse           |
| U+166A (5738) | ᙪ               | CANADIAN SYLLABICS CARRIER TTSEE                       | Kanadisches Silbenzeichen Dakelh-Ttsee          |
| U+166B (5739) | ᙫ               | CANADIAN SYLLABICS CARRIER TTSI                        | Kanadisches Silbenzeichen Dakelh-Ttsi           |
| U+166C (5740) | ᙬ               | CANADIAN SYLLABICS CARRIER TTSA                        | Kanadisches Silbenzeichen Dakelh-Ttsa           |
| U+166D (5741) | ᙭               | CANADIAN SYLLABICS CHI SIGN                            | Kanadisches Chi-Zeichen                         |
| U+166E (5742) | ᙮               | CANADIAN SYLLABICS FULL STOP                           | Kanadischer Punkt                               |
| U+166F (5743) | ᙯ               | CANADIAN SYLLABICS QAI                                 | Kanadisches Silbenzeichen Qai                   |
| U+1670 (5744) | ᙰ               | CANADIAN SYLLABICS NGAI                                | Kanadisches Silbenzeichen Ngai                  |
| U+1671 (5745) | ᙱ               | CANADIAN SYLLABICS NNGI                                | Kanadisches Silbenzeichen Nngi                  |
| U+1672 (5746) | ᙲ               | CANADIAN SYLLABICS NNGII                               | Kanadisches Silbenzeichen Nngii                 |
| U+1673 (5747) | ᙳ               | CANADIAN SYLLABICS NNGO                                | Kanadisches Silbenzeichen Nngo                  |
| U+1674 (5748) | ᙴ               | CANADIAN SYLLABICS NNGOO                               | Kanadisches Silbenzeichen Nngoo                 |
| U+1675 (5749) | ᙵ               | CANADIAN SYLLABICS NNGA                                | Kanadisches Silbenzeichen Nnga                  |
| U+1676 (5750) | ᙶ               | CANADIAN SYLLABICS NNGAA                               | Kanadisches Silbenzeichen Nngaa                 |
| U+1677 (5751) | ᙷ               | CANADIAN SYLLABICS WOODS-CREE THWEE                    | Kanadisches Silbenzeichen Woodscree-Thwee       |
| U+1678 (5752) | ᙸ               | CANADIAN SYLLABICS WOODS-CREE THWI                     | Kanadisches Silbenzeichen Woodscree-Thwi        |
| U+1679 (5753) | ᙹ               | CANADIAN SYLLABICS WOODS-CREE THWII                    | Kanadisches Silbenzeichen Woodscree-Thwii       |
| U+167A (5754) | ᙺ               | CANADIAN SYLLABICS WOODS-CREE THWO                     | Kanadisches Silbenzeichen Woodscree-Thwo        |
| U+167B (5755) | ᙻ               | CANADIAN SYLLABICS WOODS-CREE THWOO                    | Kanadisches Silbenzeichen Woodscree-Thwoo       |
| U+167C (5756) | ᙼ               | CANADIAN SYLLABICS WOODS-CREE THWA                     | Kanadisches Silbenzeichen Woodscree-Thwa        |
| U+167D (5757) | ᙽ               | CANADIAN SYLLABICS WOODS-CREE THWAA                    | Kanadisches Silbenzeichen Woodscree-Thwaa       |
| U+167E (5758) | ᙾ               | CANADIAN SYLLABICS WOODS-CREE FINAL TH                 | Kanadisches Silbenzeichen Woodscree-Schluss-Th  |
| U+167F (5759) | ᙿ               | CANADIAN SYLLABICS BLACKFOOT W                         | Kanadisches Silbenzeichen Blackfoot-W           |

Anmerkungen
1. ↑  Statt Tth ist Asterisk gemeint (siehe Unicode Technical Note #27). Da einmal vergebene Bezeichner aus Stabilitätsgründen nachträglich vom Unicode-Konsortium nicht mehr geändert werden, wurde er beibehalten.